# Friedrich Dahl
Karl Friedrich Theodor Dahl (Rosenhofer Brök, 24 giugno 1856 – Greifswald, 29 giugno 1929) è stato uno zoologo e aracnologo tedesco.

## Biografia
Laureato nel 1884, dopo un tirocinio triennale ha acquisito la docenza all'Università di Berlino. Nel 1898 è divenuto curatore della sezione aracnidi del Museo di Storia Naturale di Berlino, per i primi anni sotto la supervisione del suo maestro, lo zoologo Karl Möbius. Ha mantenuto tale incarico fino al ritiro..
Ha viaggiato a lungo attraverso i Paesi Baltici al fine di arricchire le collezioni del museo ed ha partecipato anche ad una spedizione nell'Arcipelago di Bismarck, nei pressi della Nuova Guinea negli anni 1896-1897.
Il 19 giugno 1899 sposò la collega Maria Dahl (26/7/1872-1972), impiegata presso l'istituto zoologico di Kiel.

## Campo di studi
Si è occupato prevalentemente dell'anatomia e della tassonomia degli aracnidi e degli insetti. In secondo piano ha pubblicato ricerche di ornitologia, sui crostacei e articoli sul comportamento animale e di biogeografia.

## Alcuni taxa descritti
- Tengellidae Dahl, 1908 - famiglia di ragni
- Zorocratidae Dahl, 1913 - famiglia di ragni
- Acantholycosa Dahl, 1908 - genere di ragni della famiglia Lycosidae
- Afracantha Dahl, 1914 - genere di ragni della famiglia Araneidae
- Austracantha Dahl, 1914 - genere di ragni della famiglia Araneidae
- Centromerita Dahl, 1912 - genere di ragni della famiglia Linyphiidae
- Centromerus Dahl, 1886 - genere di ragni della famiglia Linyphiidae
- Ebrechtella Dahl, 1907 - genere di ragni della famiglia Thomisidae
- Erigonella Dahl, 1901 - genere di ragni della famiglia Linyphiidae
- Hypomma Dahl, 1886 - genere di ragni della famiglia Linyphiidae
- Hypsacantha Dahl, 1914 - genere di ragni della famiglia Araneidae
- Macrargus Dahl, 1886 - genere di ragni della famiglia Linyphiidae
- Micrargus Dahl, 1886 - genere di ragni della famiglia Linyphiidae
- Microctenonyx Dahl, 1886 - genere di ragni della famiglia Linyphiidae
- Moebelia Dahl, 1886 - genere di ragni della famiglia Linyphiidae
- Pseudeuophrys Dahl, 1912 - genere di ragni della famiglia Salticidae
- Togacantha Dahl, 1914 - genere di ragni della famiglia Araneidae
- Trematocephalus Dahl, 1886 - genere di ragni della famiglia Linyphiidae
- Xerolycosa Dahl, 1908 - genere di ragni della famiglia Lycosidae

## Taxa denominati in suo onore
- Latrodectus dahli Levi, 1959 - ragno della famiglia Theridiidae
- Pellenes dahli Lessert, 1915 - ragno della famiglia Salticidae
- Uduba dahli Simon, 1903 - ragno della famiglia Zorocratidae

## Studi e ricerche principali
Di seguito alcune pubblicazioni::
- Dahl, 1883 - Analytische Bearbeitung der Spinnen Norddeutschlands mit einer anatomisch-biologischen Einleitung. Schriften des Naturwissenschaftlichen Vereins für Schleswig-Holstein, vol. 5, pp. 13–88.
- Dahl, 1901a - Über den Wert des Cribellums und Calamistrums für das System der Spinnen und eine Uebersicht der Zoropsiden. Sitzungsberichte der Gesellschaft Naturforschender Freunde zu Berlin, vol.1901, pp. 177–199.
- Dahl, 1901c - Über die Seltenheit gewisser Spinnenarten. Sitzungsberichte der Gesellschaft Naturforschender Freunde zu Berlin, vol.1901, pp. 257–266.
- Dahl, 1902a - Über algebrochene Copulationsorgane männlicher Spinnen im Körper der Weibchen. Sitzungsberichte der Gesellschaft Naturforschender Freunde zu Berlin, vol.1902, pp. 36–45.
- Dahl, 1902b - Über Stufenfänge echter Spinnen im Riesengebirge. Sitzungsberichte der Gesellschaft Naturforschender Freunde zu Berlin, vol.1902, pp. 185–203.
- Dahl, 1904 - Üeber das System der Spinnen (Araneae). Sitzungsberichte der Gesellschaft Naturforschender Freunde zu Berlin, vol.1904, pp. 85–120.
- Dahl, 1906a - Symbiose, Kommensualismus und Parasitismus. Naturw. Wochenschr., vol.5, pp. 734–735.
- Dahl, 1906b - Die gestreckte Körperform bei Spinnen und das System der Araneen. Zoologischer Anzeiger, vol.31, pp. 60–64.
- Dahl, 1907b - Ameisenähnliche Spinnen. Naturwissenschaftliche Wochenschrift (N.F.) vol.6, n. 48, pp. 767–768.
- Dahl, 1908 - Die Lycosiden oder Wolfsspinnen Deutschlands und ihre Stellung im Haushalt der Natur. Nach statistichen Untersuchungen dargestellt. Nova Acta Academiae Caesarae Leopoldino-Carolinae Germanicae Naturae Curiosorum, vol.88, pp. 175–678.
- Dahl, 1909 - Araneae, Spinnen. Die Süsswasserfauna Deutschlands. Jena, vol.12, pp. 1–12.
- Dahl, 1912b - Araneae Über die Fauna des Plagefenn-Gebietes. Das Plagefenn bei Choren, Berlin, pp. 575–622.
- Dahl, 1913 - Vergleichende Physiologie und Morphologie der Spinnentiere unter besonderer Berucksichtigung der Lebensweise. 1. Die Beziehungen des Körperbaues und der Farben zur Umgebung. Jena, pp. 1–113.
- Dahl, 1914 - Die Gasteracanthen des Berliner Zoologischen Museums und deren geographische Verbreitung. Mitteilungen aus dem Zoologischen Museum in Berlin, vol.7, pp. 235–301.
- Dahl, F. & Dahl, M. 1927 - Spinnentiere oder Arachnoidea. Lycosidae s. lat. (Wolfspinnen im weiteren Sinne). Die Tierwelt Deutschlands. Jena, vol.5, pp. 1–80.